# الشرطة المصرية
الشرطة المصرية هي أحد فروع وزارة الداخلية المصرية، هي السلطة التنفيذية المختصة بمجال الأمن المدني والنظام العام ولها الضبطية القضائية في مصر طبقا للقانون. يرأسها وزير الداخلية وهو حالياً محمود توفيق.

## قوات الأمن
يتكون جسم قوات الشرطة من مجندي القوات المسلحة - تجنيد إجباري - والتي تحددهم هيئة التنظيم والإدارة للقوات المسلحة من الفئات غير المتعلمة والتي يقال عليها في مصر «العادة» أي المجند غير المتعلم أو الحاصل على دون التعليم المتوسط وأضيف إليها لاحقاً حاملي الدبلومات الفنية لانخفاض نسبة الأمية لتناسب التعبئة الخاصة بالوزارة.[بحاجة لمصدر]

## الإدارات
كالآتي:
- الإدارة العامة لأندية وفنادق الشرطة
- الإدارة العامة لإمداد الشرطة
- الإدارة العامة الاتصالات الشرطة
- الإدارة العامة للشئون الهندسية
- الإدارة العامة لشرطة السياحة والآثار
- الإدارة العامة لرعاية الأحداث
- الإدارة العامة لحماية الآداب
- الإدارة العامة للخدمات الطبية
- الإدارة العامة لمباحث تنفيذ الأحكام
- الإدارة العامة لشئون الأفراد
- الإدارة العامة للتأمين والمعاشات
- الإدارة العامة لشرطة ميناء القاهرة الجوى
- الإدارة العامة لمباحث مكافحة التهرب الضريبى والرسوم
- الإدارة العامة لشرطة الكهرباء
- الإدارة العامة للمعلومات والتوثيق
- الإدارة العامة لشرطة التموين والتجارة الداخلية
- الإدارة العامة لشرطة النقل والمواصلات
- الإدارة العامة لمكافحة جرائم الأموال العامة
- الإدارة العامة لتصاريح العمل
- الإدارة العامة للمرور
- الإدارة العامة للشئون الإدارية
- الإدارة العامة لشرطة البريد
- ادارات شرطة النجدة
- قطاع قوات الأمن المركزي
- الأمن الوطني المصري
- قطاع السجون
- قطاع الأمن العام
- قطاع الأحوال المدنية
- الإدارة العامة لأمن الموانئ
- الإدارة العامة للجوازات والهجرة والجنسية
- الإدارة العامة لتحقيق الأدلة الجنائية
- جهاز الشرطة بالمخابرات العامة
- الإدارة العامة لشرطة رئاسة الجمهورية
- الإدارة العامة لشرطة مجلسي النواب والشيوخ
- الإدارة العامة للحراسات الخاصة
- الإدارة العامة لمكافحة المخدرات
- الإدارة العامة لمباحث المصنفات الفنية
- الإدارة العامة لشرطة التعمير والمجتمعات العمرانية
- الإدارة العامة لشرطة المرافق
- الإدارة العامة لتأمين المستشفيات الحكومية: تم إنشاء 5 ادارات جديدة لتأمين المستشفيات الحكومية، بمحافظات «القاهرة والجيزة والقليوبية والدقهلية والإسكندرية»، على أن تكون كل إدارة تحت إدارة ضابط برتبة لواء.و ذلك بحسب جريدة المصري اليوم 30\09\2012 [3]
- الإدارة العامة للشرطة الجوية: أطلقت سنة 2013 م خدمة الشرطة الجوية.

## الضبّاط
يتخرج ضباط الشرطة من كلية الشرطة بعد دراسة 4 سنوات يحصل المتخرج على مؤهل ليسانس الحقوق مع دبلوم العلوم الشرطية، ولذلك هناك من ضباط الشرطة المصرية من يعملون كمحامين بعد تقاعدهم ولاحقاً صدر قرار وزاري بمنح حاملي المؤهلات العليا من افراد الشرطة رتبة الملازم بعد الالتحاق بأكاديمية الشرطة لمدة ستة أشهر ويطلق عليهم «الضباط الأكاديميين».
يقبل ضباط الشرطة بمجاميع قبول كليات الحقوق في نفس السنة وذلك لأن الطالب يحصل على ليسانس حقوق ولكن هناك شرط اجتياز بعض الاختبارات ومنها الاختبارات الصحية والرياضية والأهم من ذلك اختبارات كشف الهيئة، حيث يجب أن تكون العائلة على مستوى معين (عائله الطالب تكون بمستوى مرموق ولا تحتوى على اشخاص عليهم احكام جنائيه وتكون سمعة العائلة حسنة وسمعة الطالب حسنة).

### رتب الشرطة المصرية
| ملازم | ملازم أول | نقيب | رائد | مقدم | عقيد | عميد | لواء |
| ----- | --------- | ---- | ---- | ---- | ---- | ---- | ---- |
|       |           |      |      |      |      |      |      |
|       |           |      |      |      |      |      |      |

### في التسعينات
استطاعت الشرطة المصرية القضاء على الجماعات الارهابية التي اجتاحت هجماتها محافظات صعيد مصر في التسعينات.

### أثناء الاحتلال البريطاني
في يوم 25 يناير عام 1952 وقعت موقعة الإسماعيلية عندما وقف بعض من رجال الشرطة البواسل امام الهجوم العنيف الذي شنته قوات الاحتلال البريطاني على مبنى محافظة الاسماعيلية وطلب تسليمه ولكن اصر رجال الشرطة على المقاومة مما اسفر على سقوط 50 شهيداً و 80 جريحاً من رجال الشرطة، وكان النقيب صلاح ذو الفقار من أبطال هذه الموقعة الشهيرة. وكان سبب هذا الهجوم ان مصر قد قررت إلغاء المعاهدة التي ابرمتها مع بريطانيا عام 1936، ولتخليد هذه الذكرى قرر الوطن ان يحتفل بيوم 25 يناير من كل عام بعيد الشرطة لتذكر شجاعة هؤلاء الضباط.

## متحف الشرطة
متحف الشرطة، يقع بقلعة صلاح الدين بالقاهرة مع المتحف الحربي، يحتوي متحف الشرطة على العديد من مقتنيات أجهزة الأمن المصرية قديما وحديثا فضلاً عن الأدوات المستخدمة في اقسام الشرطة والقرة قونات وملابس افراد الشرطة وبعض الصور لمشاهير الضباط والمجرمين ومنها صور ريا وسكينة والخط وغيرهم.

## ثورة 25 يناير
نتيجة تغول الشرطة المصرية في ظل تطبيق قانون الطوارئ بشكل دائم منذ عام 1981, تولد شعور بالظلم الشديد لدى قطاعات واسعة من الشعب المصري مما كان أحد أهم أسباب قيام ثورة 25 يناير 2011 م، ووصل الأمر إلى ذروته بالحاق هزيمة منكرة بقوات الشرطة في عدة محافظات يوم 28 يناير المسمى بجمعة الغضب، وبحلول مساء اليوم ذاته كانت قوام قوات الشرطة قد انحل بسبب المواجهات مع الجموع الثائرة في طول مصر وعرضها، حيث أخلت قوات الشرطة السجون ومعظم مراكزها وأماكن خدمتها.

## الشرطة في الإعلام
- مسلسل كلبش (الجزء الأول) بطولة أمير كرارة
- مسلسل كلبش (الجزء الثاني) بطولة أمير كرارة
- مسلسل الاختيار (الجزء الثاني) بطولة كريم عبد العزيز وأحمد مكي
- مسلسل الاختيار (الجزء الثالث) بطولة ياسر جلال وكريم عبد العزيز وأحمد عز وأحمد السقا

## معرض صور

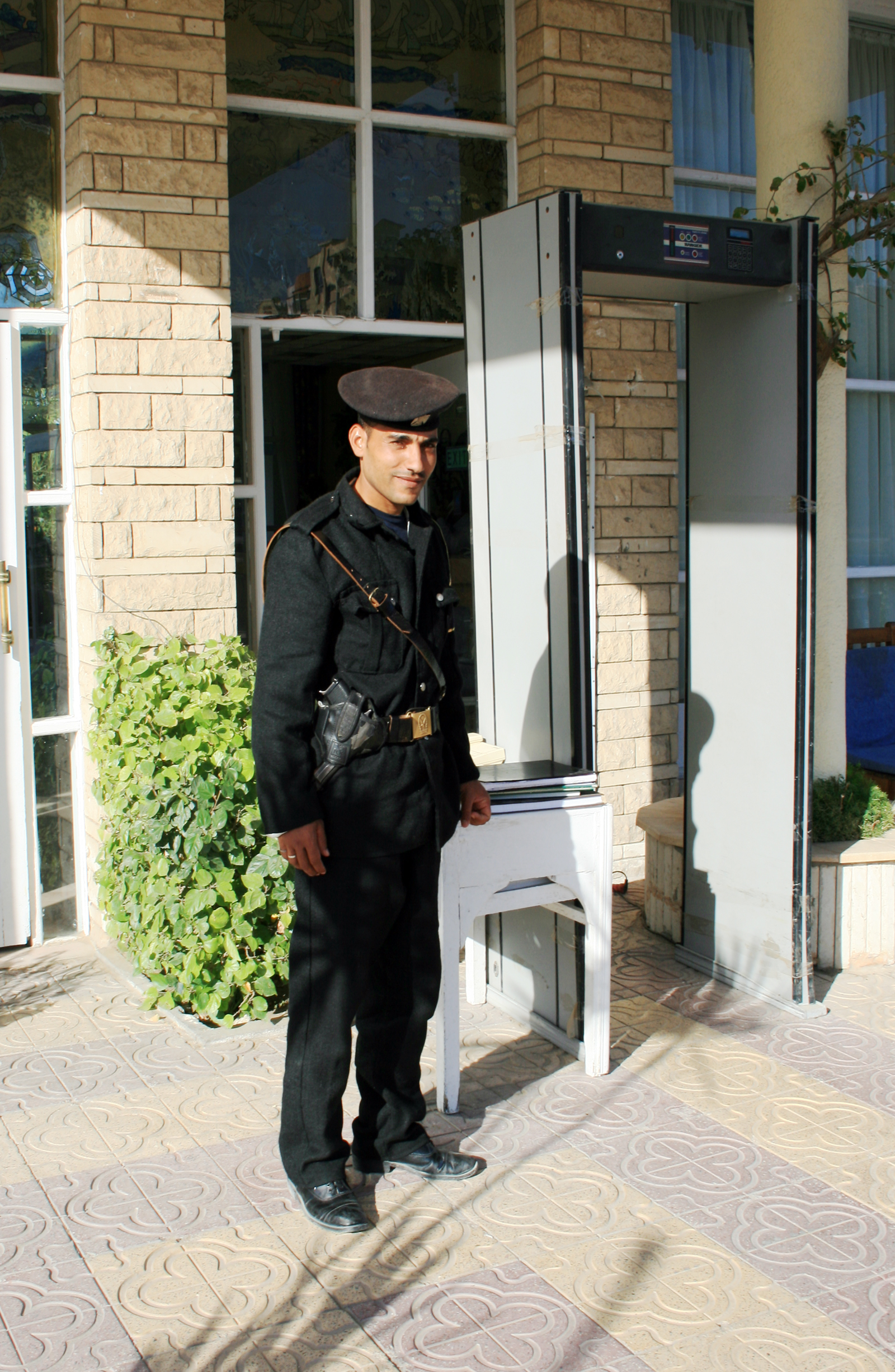
رجل شرطة يتولى تأمين فندق بالغردقة
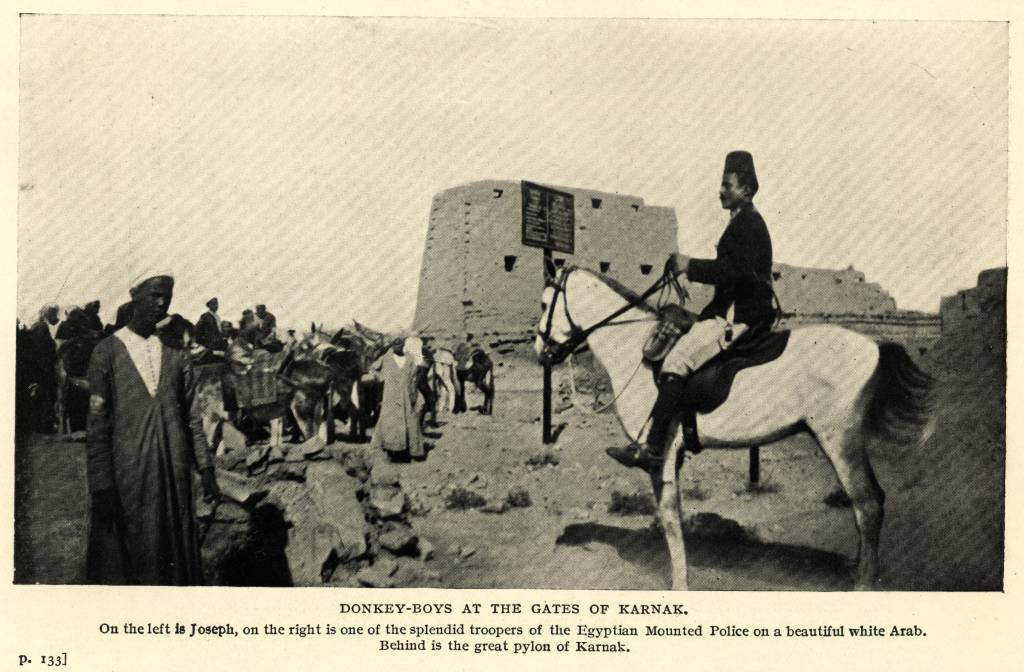
أحد أفراد خيالة الشرطة سنة 1911م
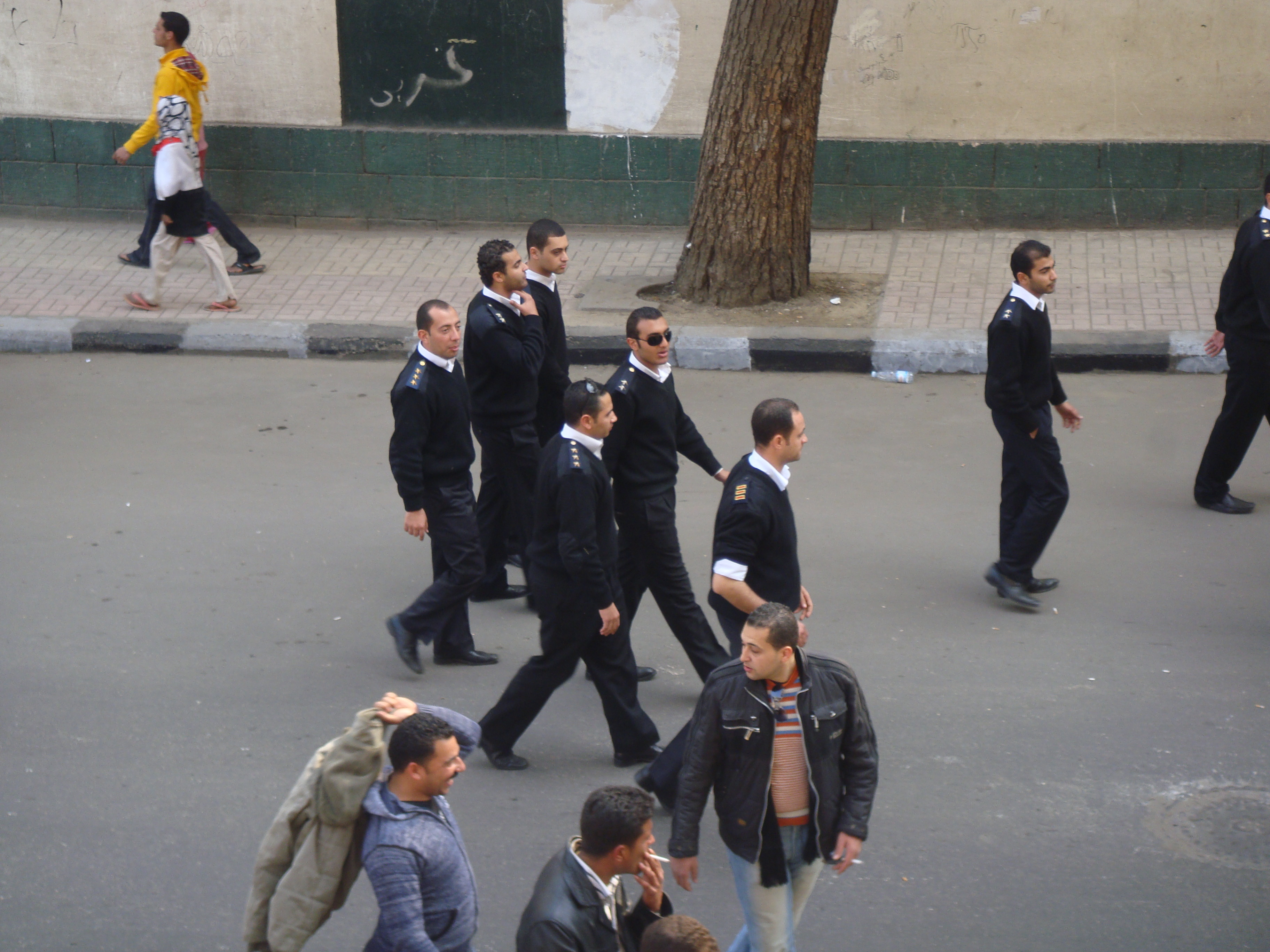
ضباط شرطة يوم 14 فبراير 2011
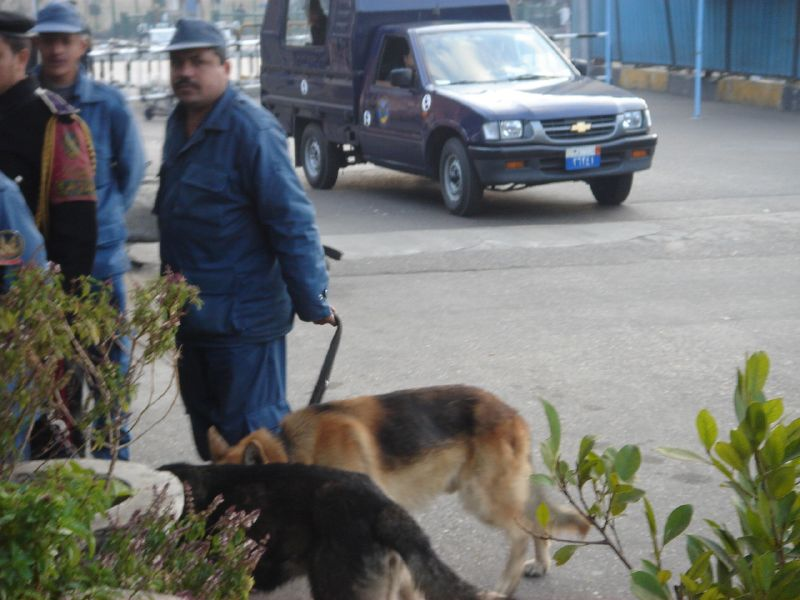
كلاب بوليسية وسيارة شرطة «نصف نقل»
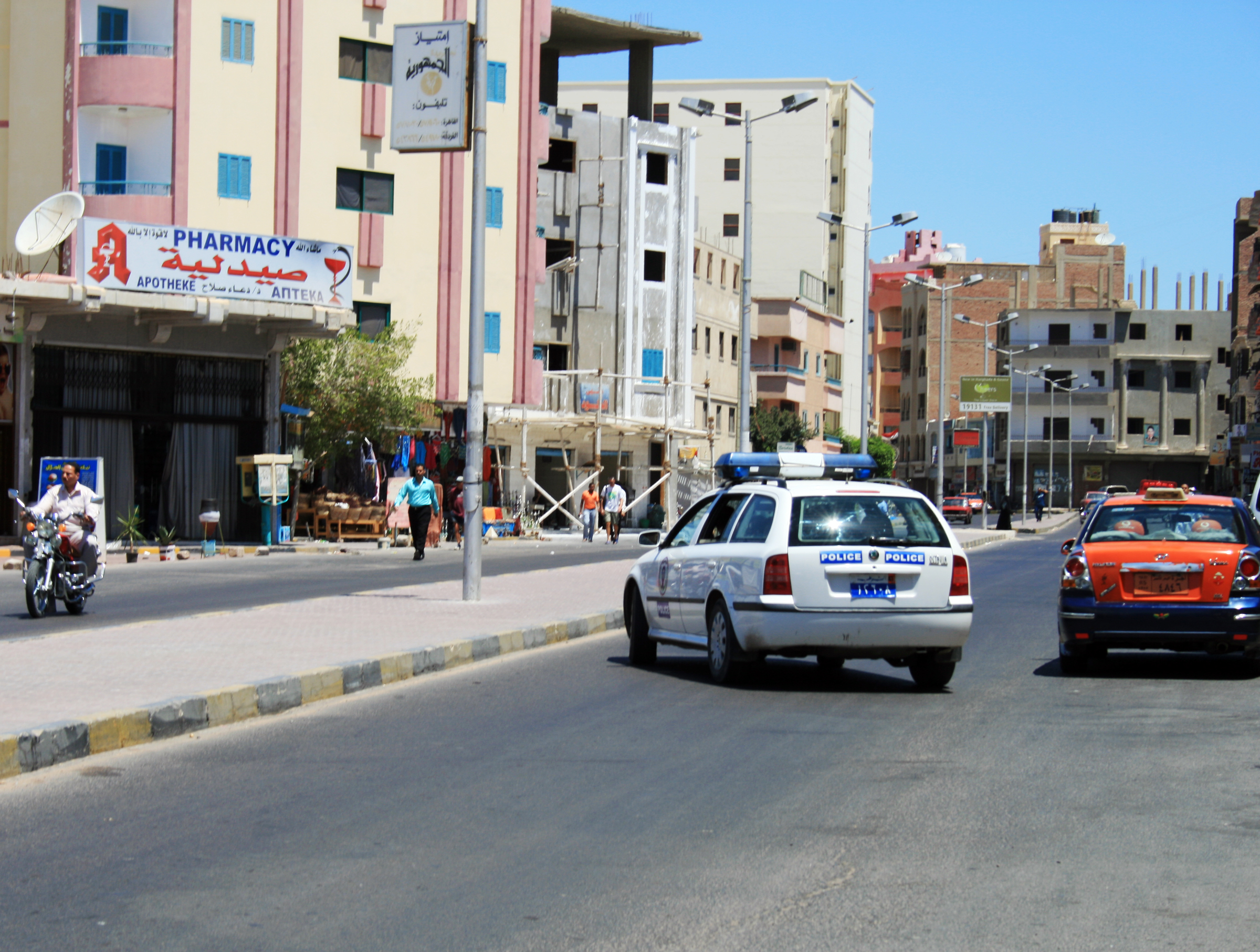
سيارة شرطة بالغردقة
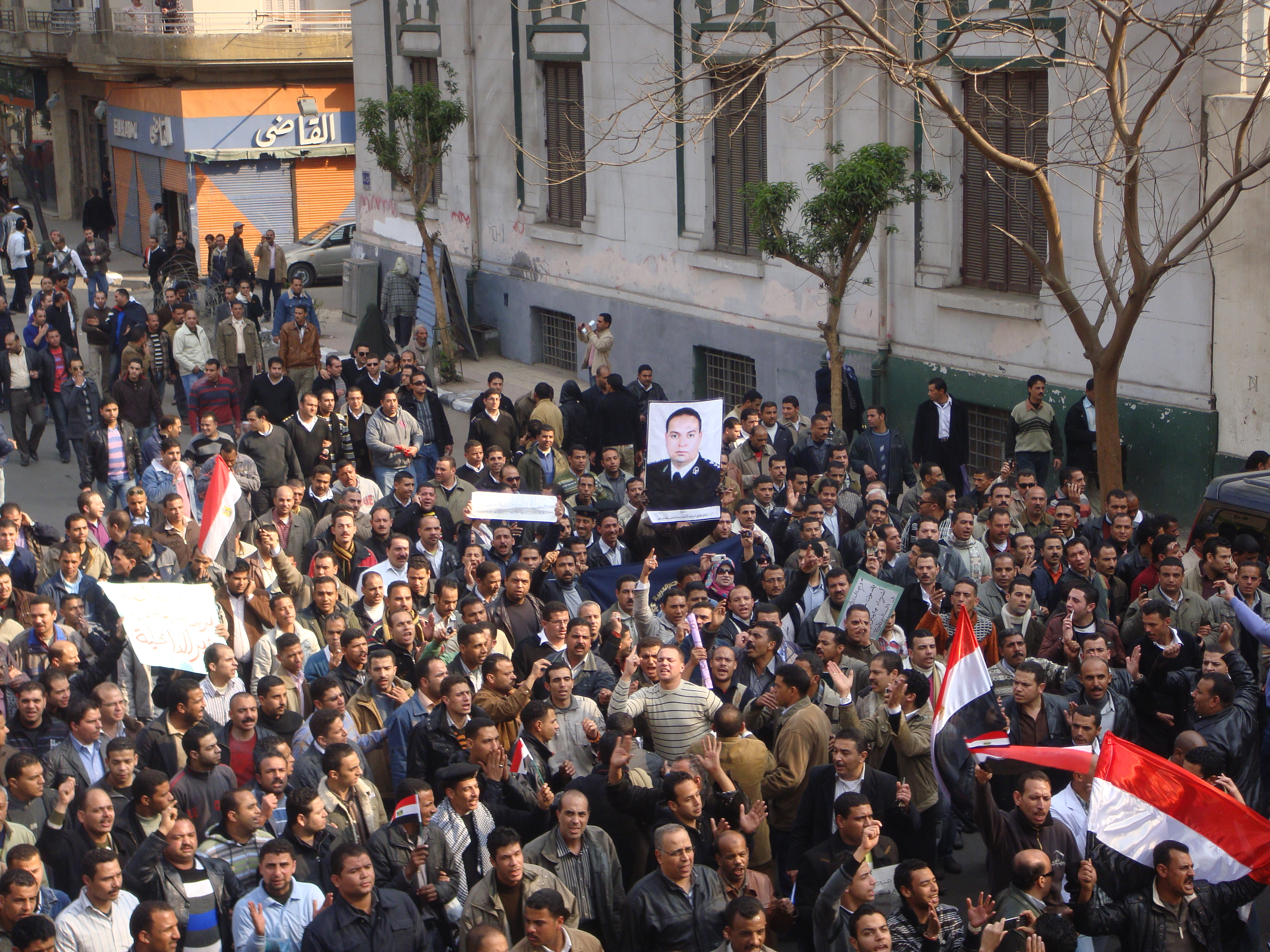
مظاهرة شرطية في عهد مرسي
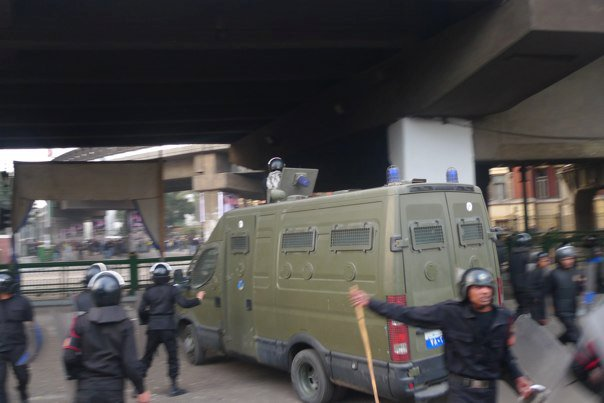
مدرعة شرطية [الإنجليزية] تابعة لجهاز الأمن المركزي المصري أثناء الثورة
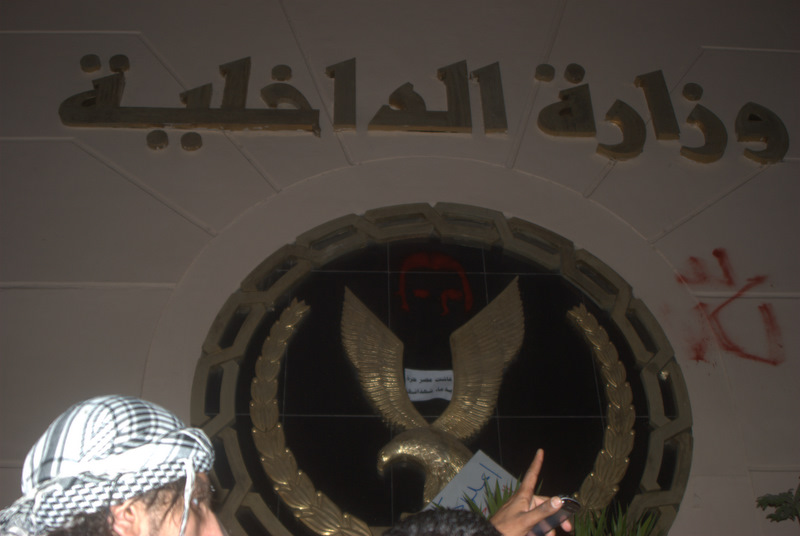
المتظاهرون عند بوابة وزارة الداخلية أثناء الثورة 2011م - وصورة خالد سعيد رسمت على شعار وزارة الداخلية
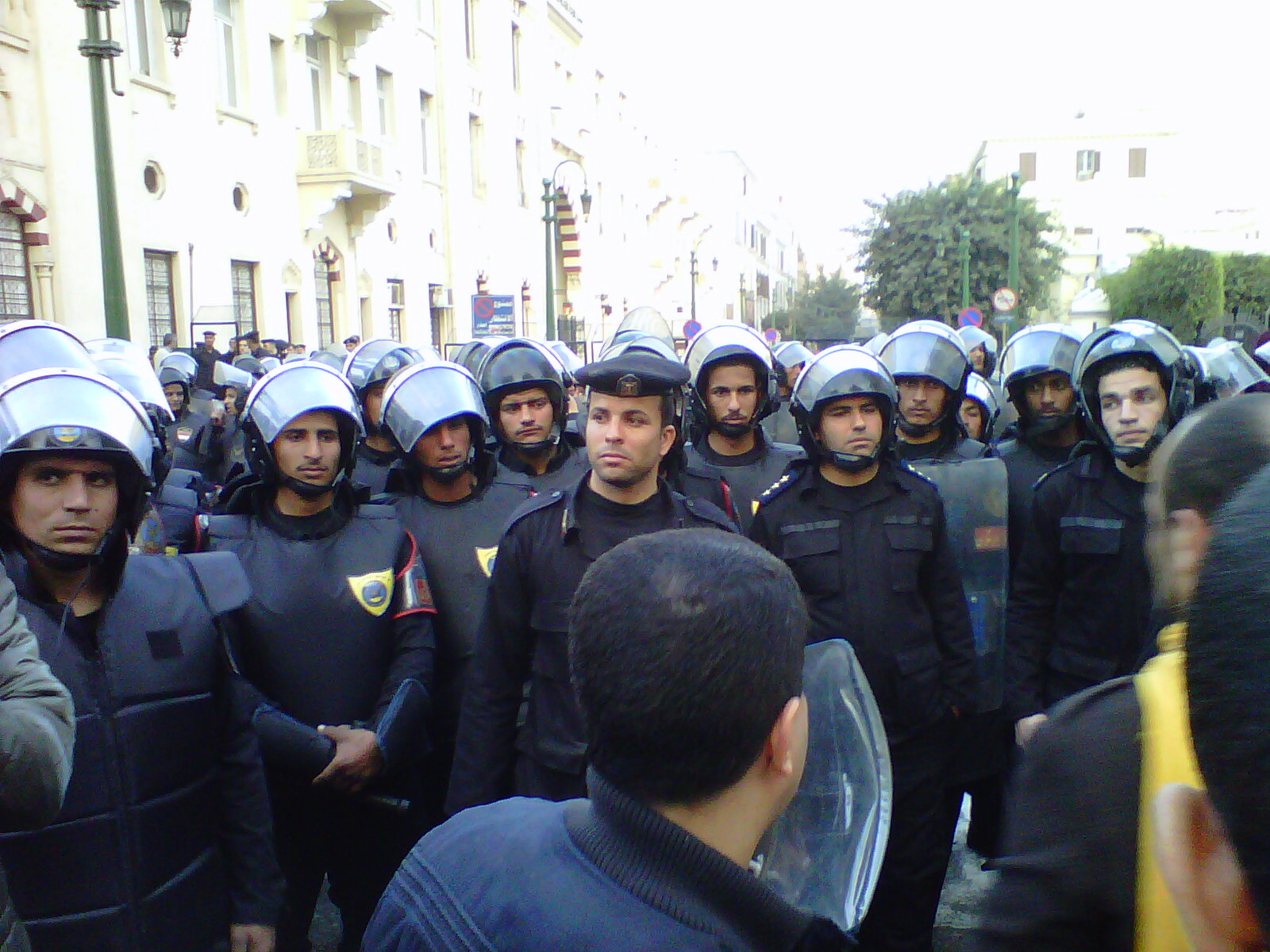
قوات أمن مركزي أثناء يوم الغضب (ثورة 25 يناير 2011)
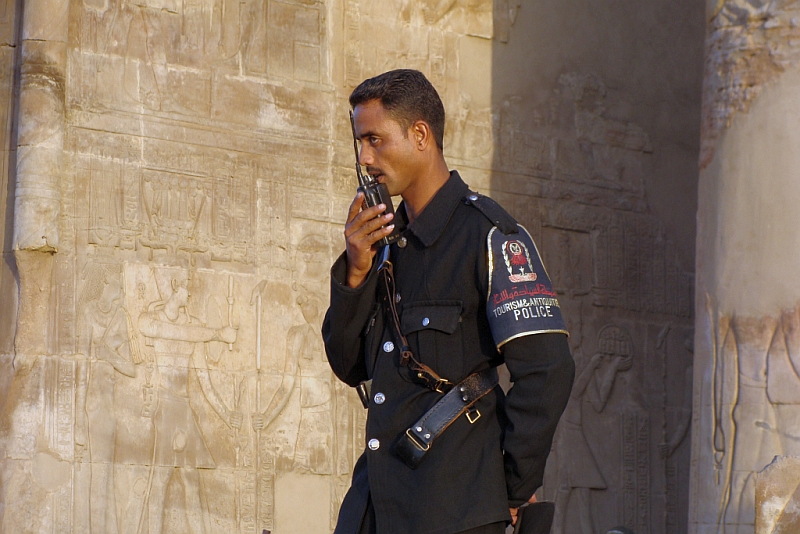
أحد أفراد شرطة السياحة والآثار عند أحد المعابد الفرعونية سنة 2010
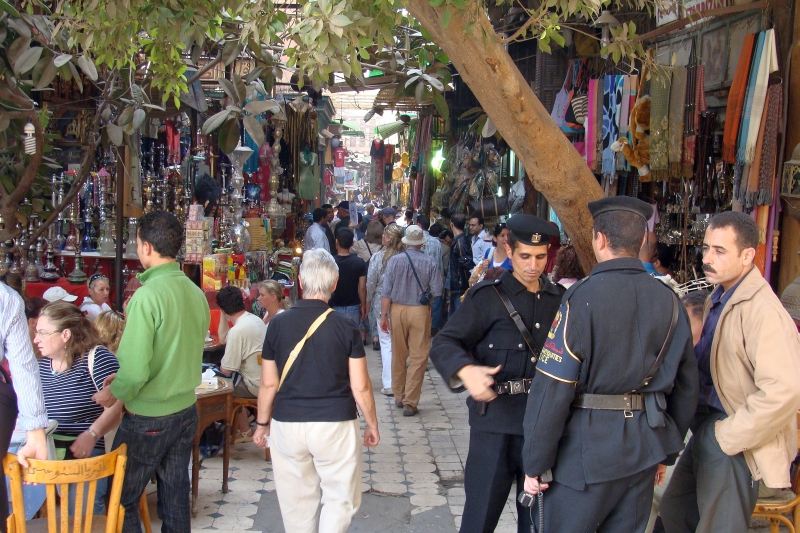
عناصر من شرطة السياحة والآثار بأحد طرقات خان الخليلي بالقاهرة
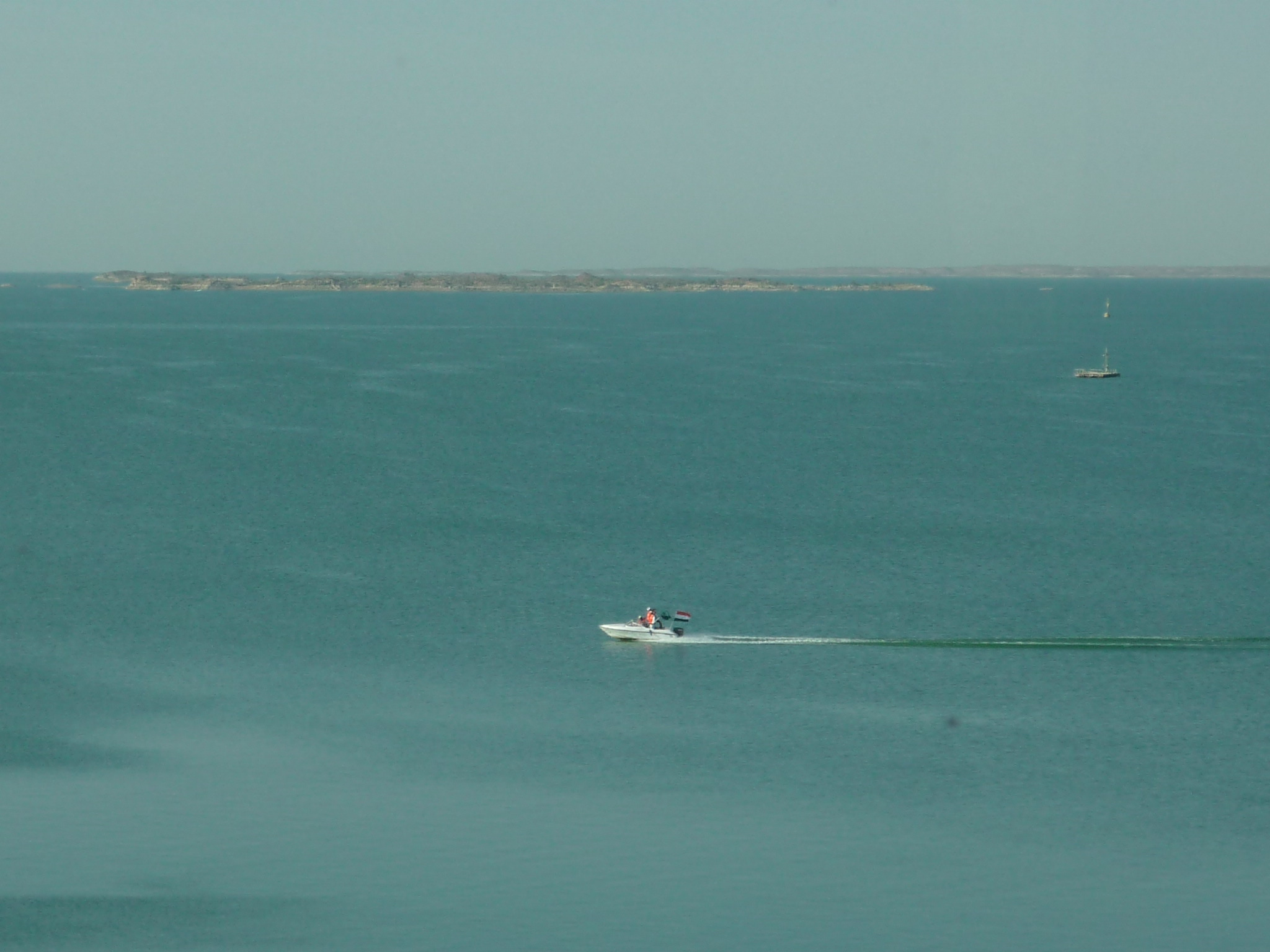
زورق دورية تابع للشرطة ببحيرة ناصر قرب السد العالي بأسوان
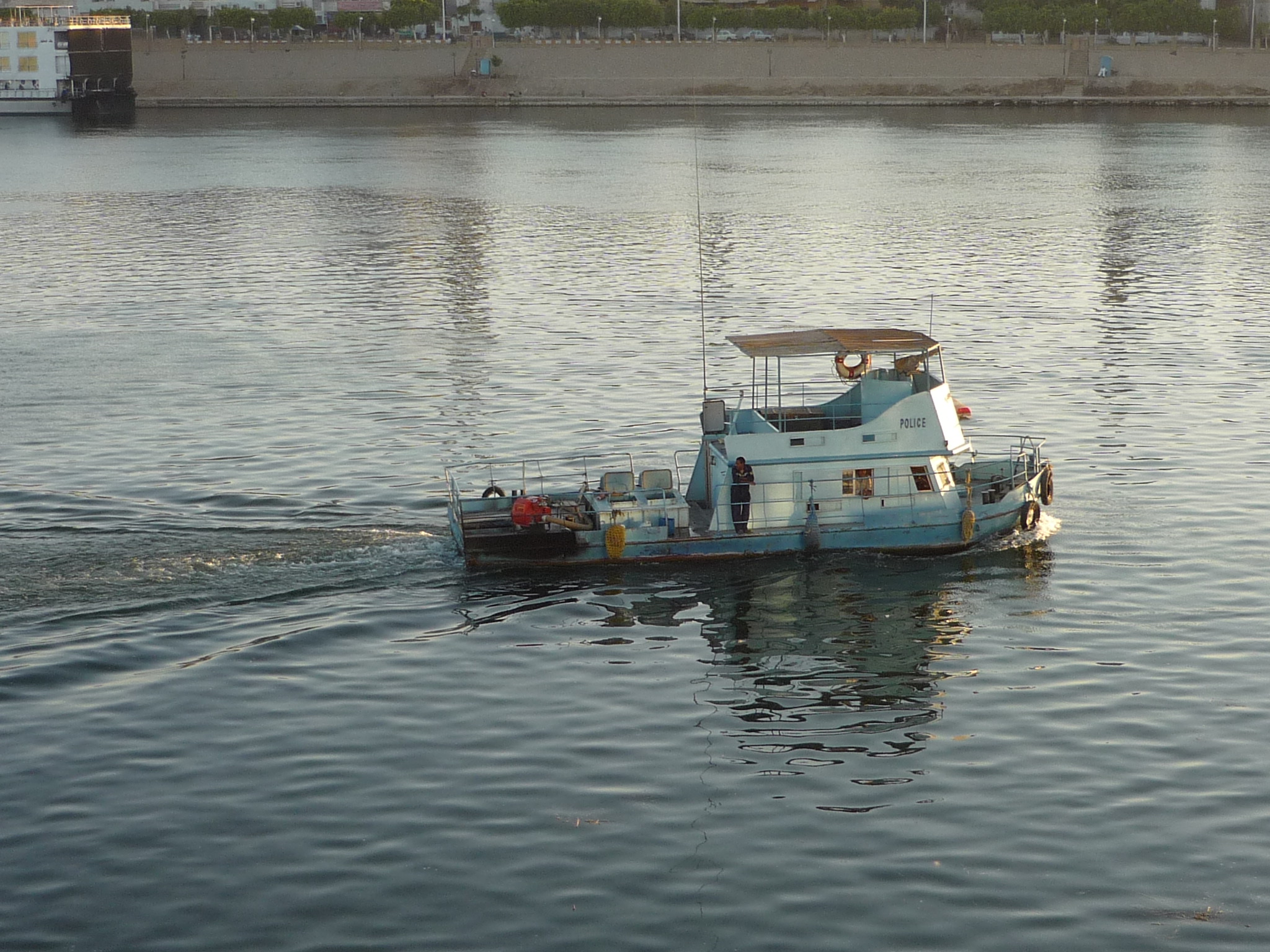
مركب شرطة في نهر النيل عند مركز إسنا
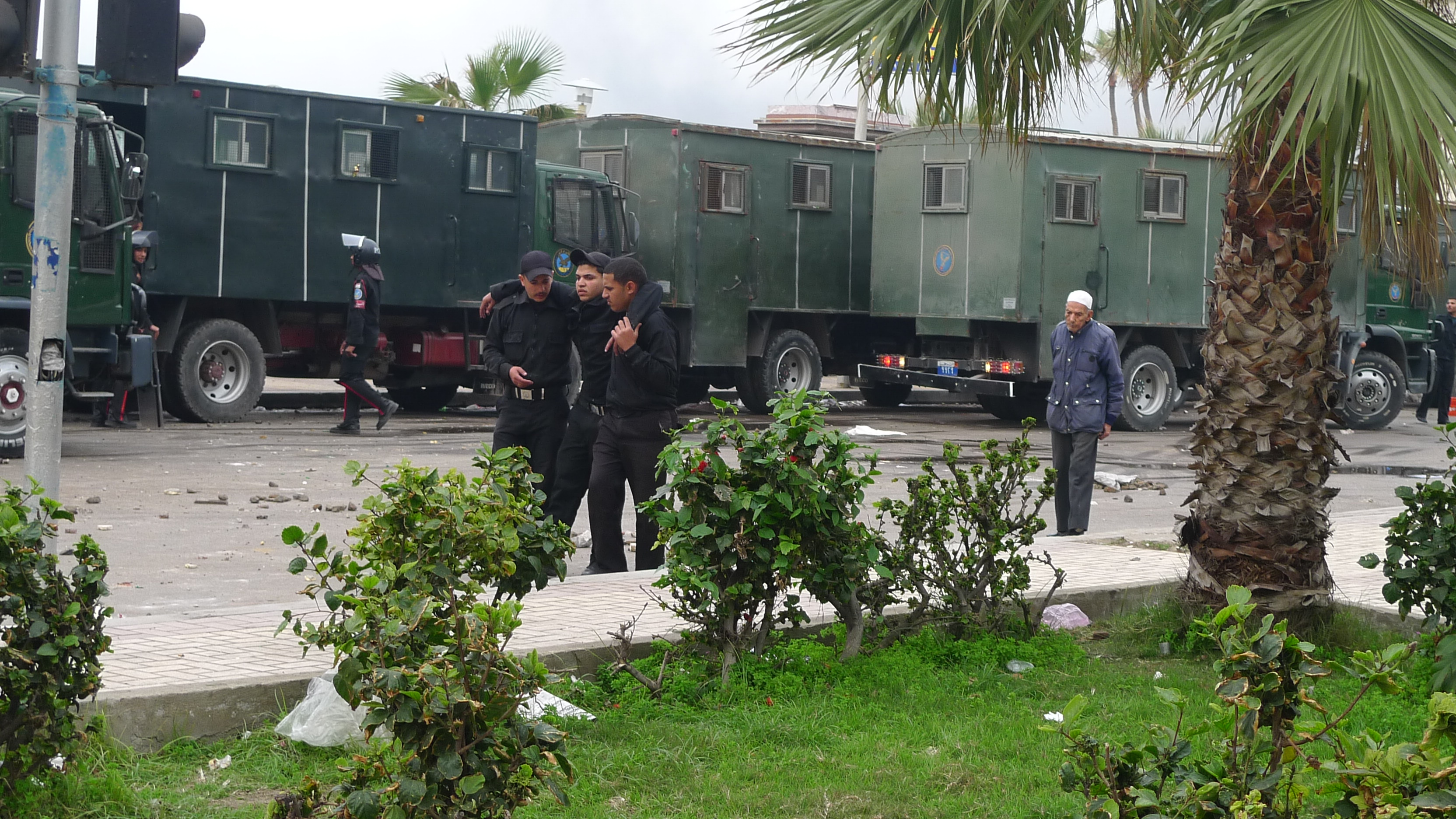
مدرعات أمن مركزي بالإسكندرية
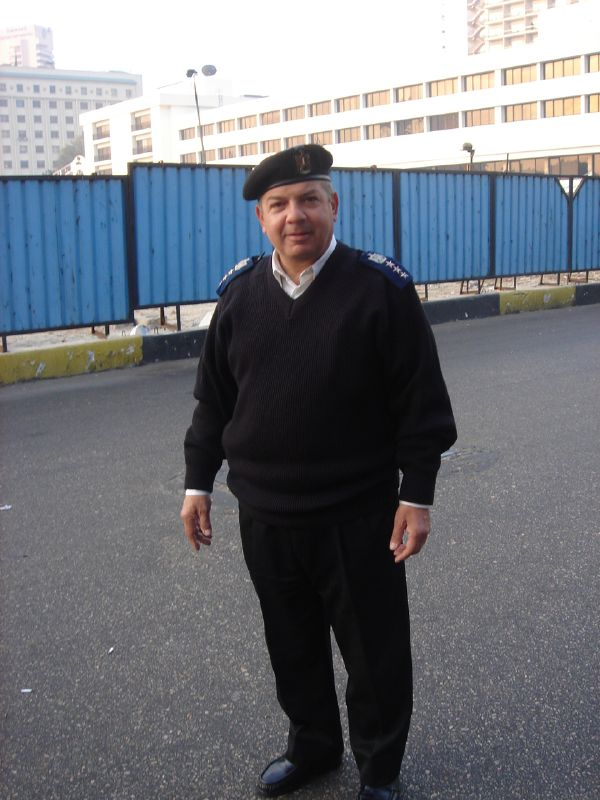
المسئول عن تأمين المتحف المصري بالقاهرة
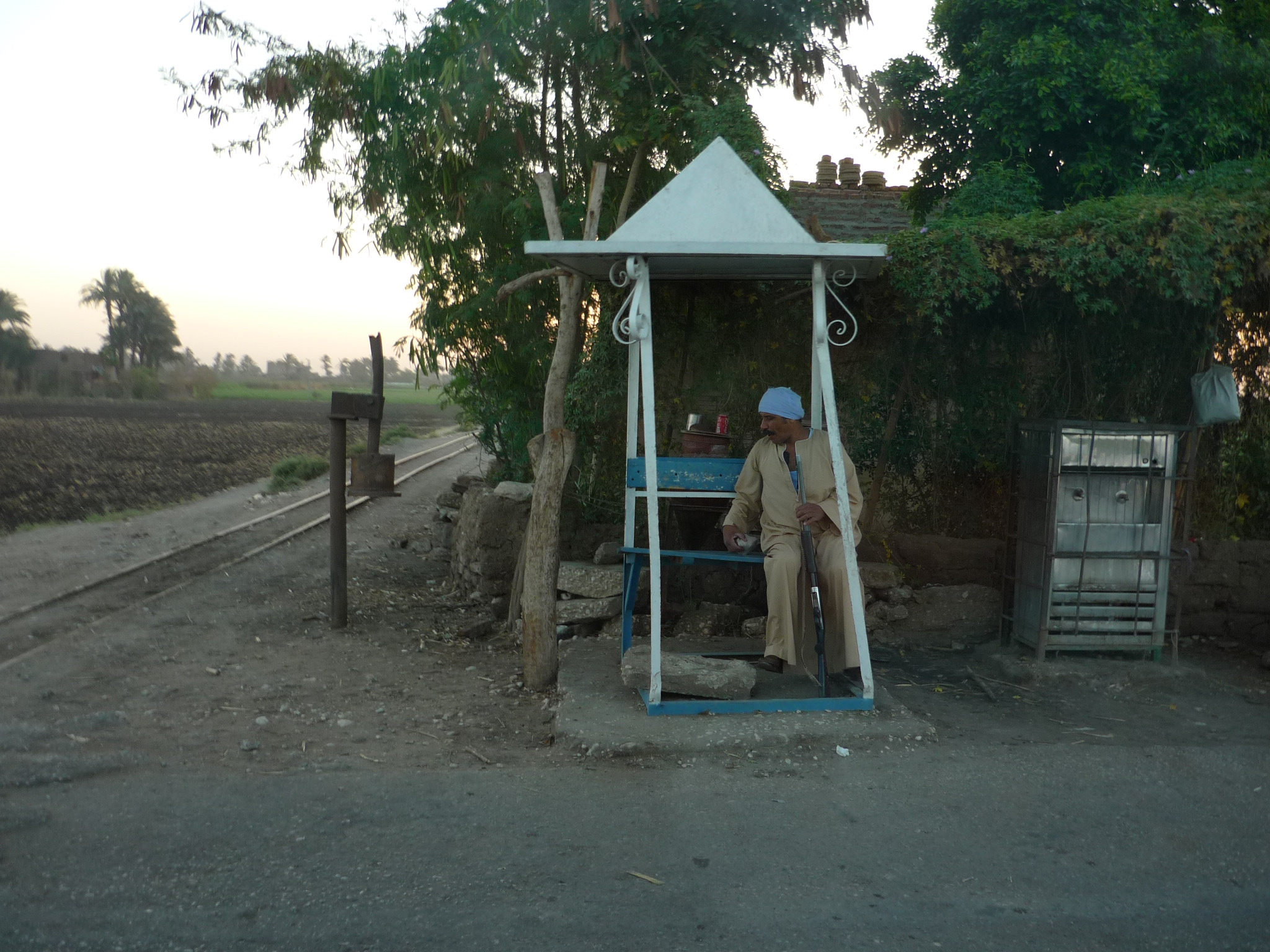
نقطة شرطية نائية بمحافظة الأقصر بجوار « سبيل » وخط سكة حديد لنقل قصب السكر
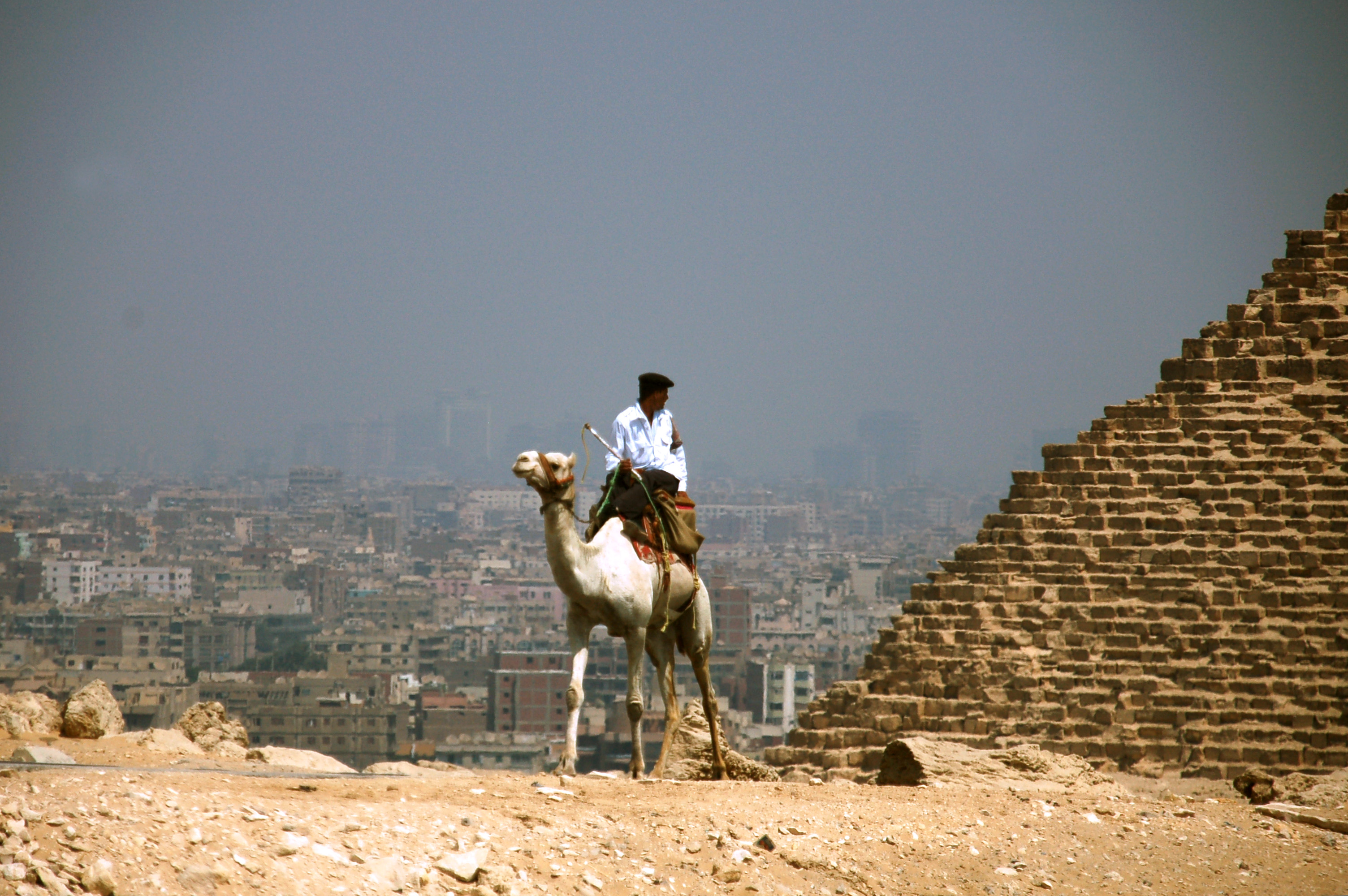
أحد أفراد خيالة الشرطة على متن جمل عند أهرامات الجيزة